# Gnoien
Gnoien, Warbelstadt (pol. Miasto rzeki Warbel) – miasto w Niemczech, w kraju związkowym Meklemburgia-Pomorze Przednie, w powiecie Rostock, siedziba Związku Gmin Gnoien.

## Toponimia
Nazwa pochodzenia słowiańskiego, z połabskiego *gnoj „brud, gnój”. W języku polskim rekonstruowana jako Gnojno.

## Współpraca
Miejscowość partnerska:
- Wettringen, Nadrenia Północna-Westfalia